# Выставочный комплекс Palau Firal в Жироне
Выставочный комплекс Palau Firal расположен в каталонской Жироне

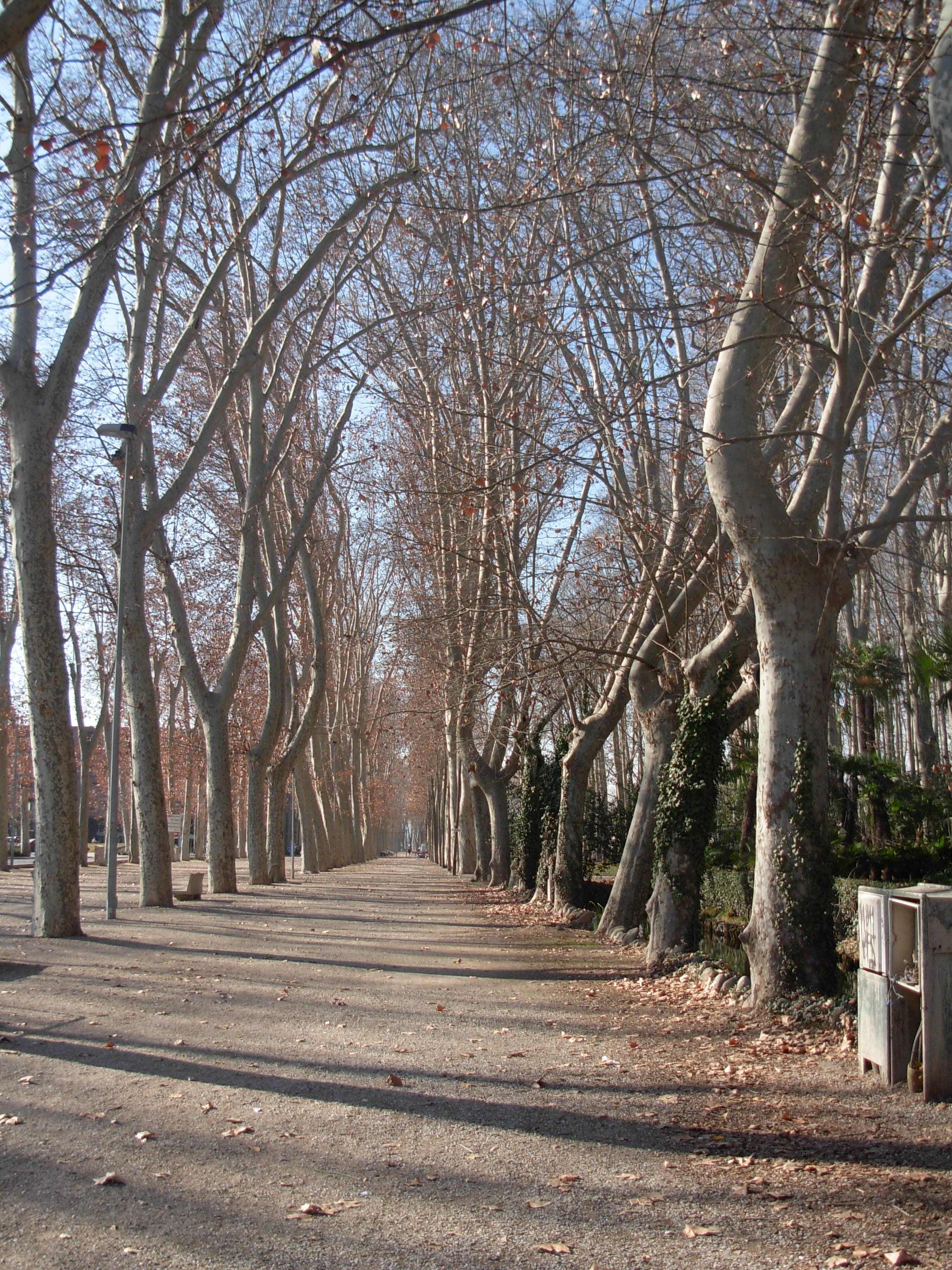
Парк Девеса Жирона

Выставочный центр Palau Firal de Girona находится в парке Parc de la Devesa. Как известно, там же расположены концертный зал Auditori и дворец Palau de Congressos. Именно в этих двух зданиях проходят наиболее важные культурно-музыкальные события города, а также профессиональные выставки и конгрессы.

## История создания выставочного центра Palau Firal de Girona

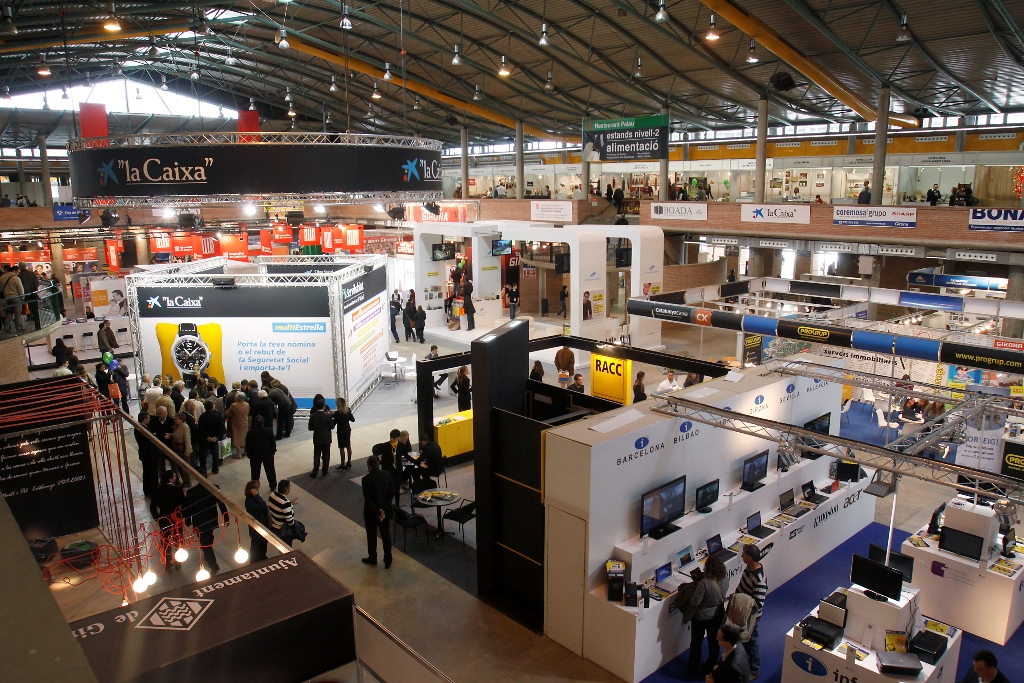
Выставка в комплексе Palau Firal

Строительству центра Palau Firal de Girona способствовало создание в 1984 году некоммерческой культурной организации Institució Firal de Girona, ставшей учредителем ежегодной городской ярмарки.
Целью ежегодной Ярмарки в Жироне было и остается поощрение и развитие торговли, промышленности и разного рода услуг. Сегодня торговля в городе расширяется за счёт создания и координации всех видов торговых ярмарок: ярмарки и выставки общего характера, специализированные, и мероприятия по секторам.
Открытие дворца Palau Firal состоялось в 1988 году, а окончательное завершение строительства — 3 июня 1989 года

## Мероприятия проводимые в выставочном центре Palau Firal de Girona

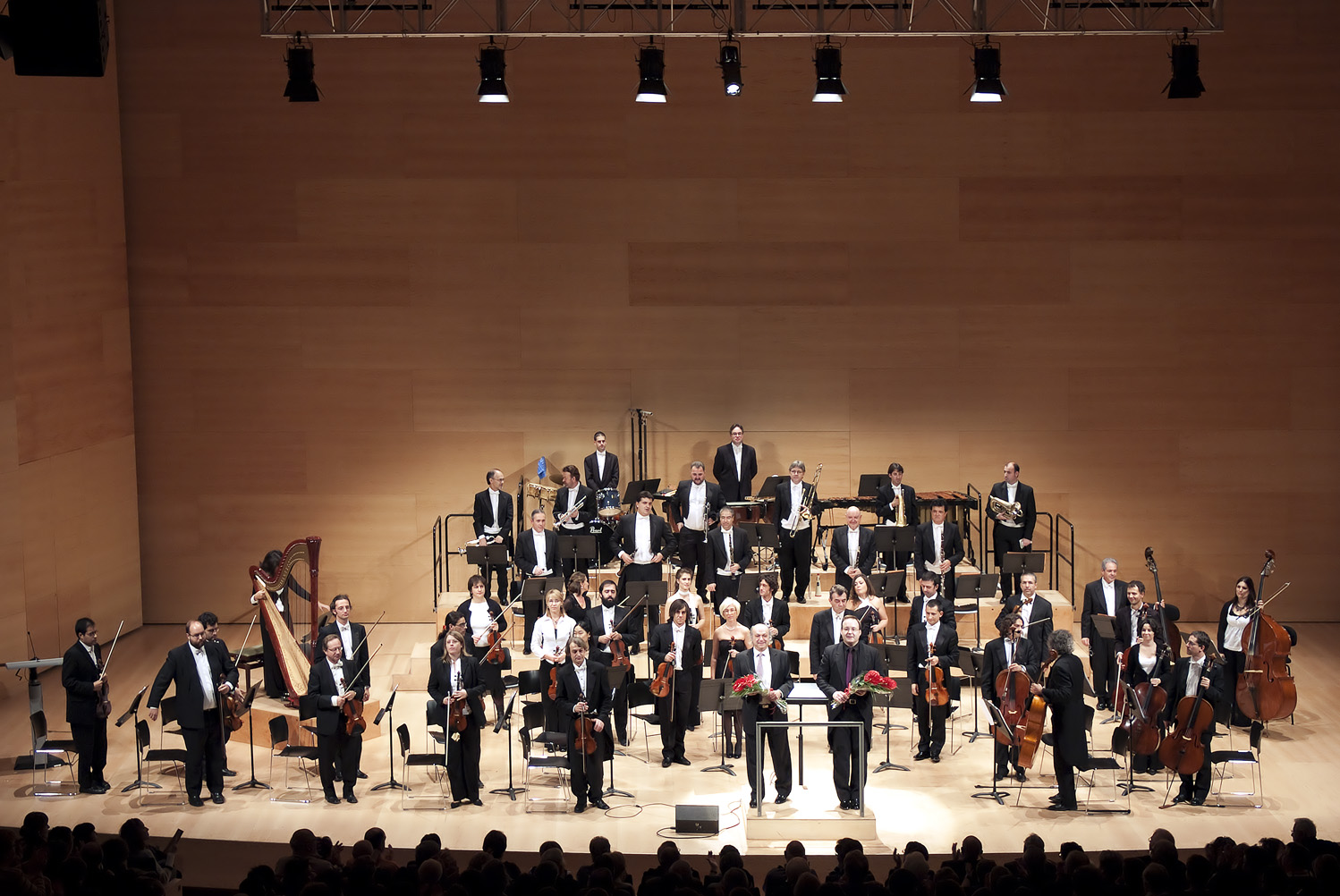
Концерт выставочном центре Palau Firal de Girona

С тех здесь было проведено сотни мероприятий, что стало популярным и на протяжении уже нескольких десятков лет в здании дворца ежемесячно проводятся различные события, выставки, концерты, конгрессы.
Всего в календаре выставочного центра Жироны 12 основных мероприятий: молодёжное «ExpoJove», ярмарка «Firarebaixa», экологический форум «Fòrum Verd», гастрономический форум «Fòrum Gastronòmic», а также популярные «Tecnotast», «Expocanina», «Eco-Sí», конный салон «Equus», «Fira de Mostres», свадебный «Tot Nuvis», гастрономический праздник «Firatast» и ледяной каток «Pista de gel Girona»
Музыкальное направление Palau Firal de Girona координирует Auditori de Girona, открытый в 2006 году.

## Здание

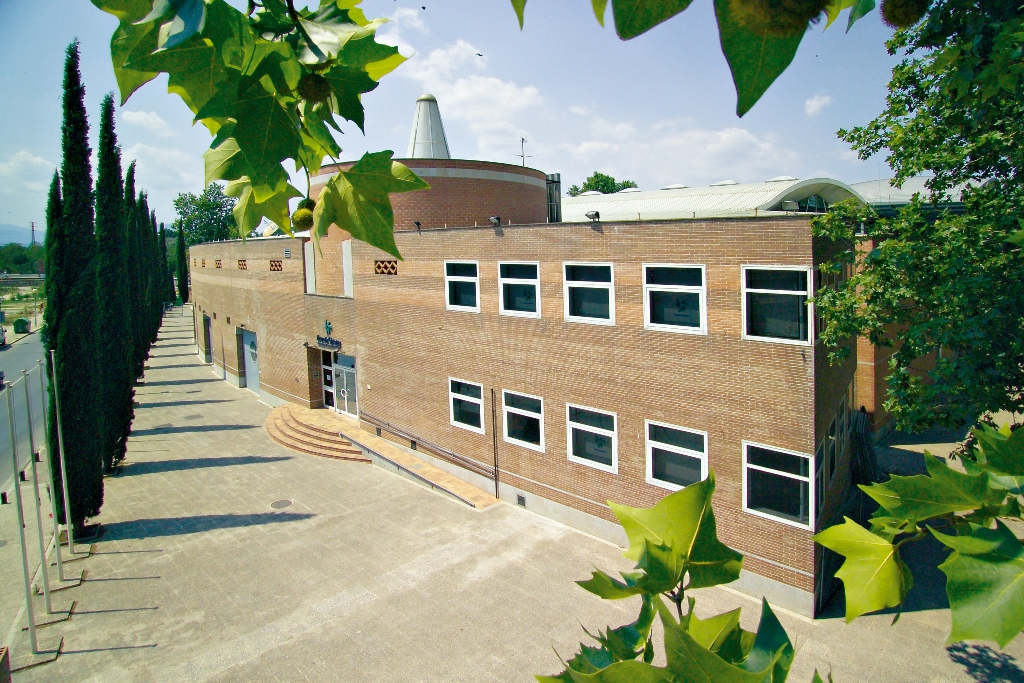
Выставочный комплекс Palau Firal

Здание, которое объединяет Auditori de Girona и Palacio de Congresos, разработано командой известных каталонских архитекторов и выполняет роль концертного и конференц — залов.